# Су Чжэ

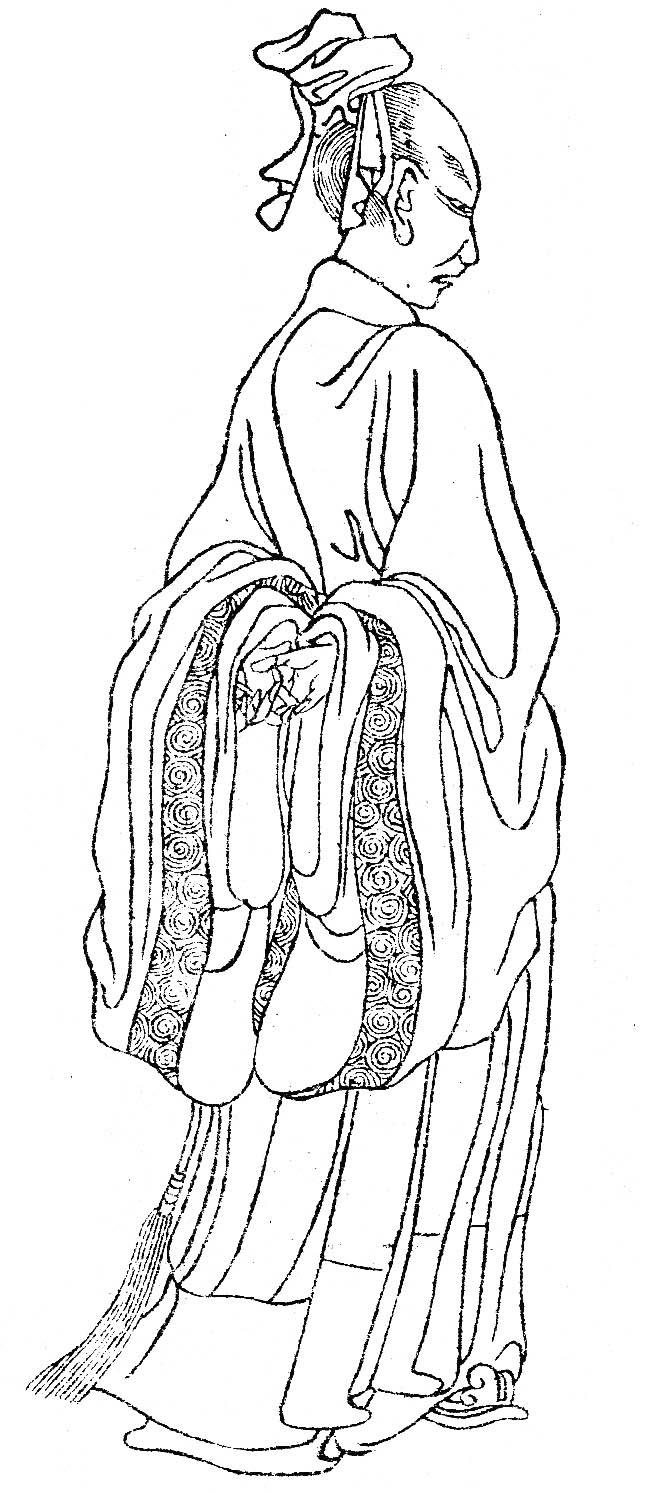

Су Чжэ (вар.: Су Чэ, кит. 苏辙; 20 февраля 1039 — 1112) — китайский поэт и чиновник эпохи Сун.

## Жизнеописание
Родился в 1039 году в городе Мэйшань на территории современной провинции Сычуань; был сыном Су Суня 蘇洵, местного чиновника, учёного и литератора и младшим братом великого китайского поэта Су Ши. Получил хорошее образование. В 1057 году вместе со своим братом Су Ши сумел сдать государственные экзамены, получив высшую ученую степень цзиньши. Его карьера была прервана смертью отца в 1065 году; в 1068 году он вернулся к службе. В 1070 году Су Чжэ перешёл в оппозицию к канцлеру Ван Аньши, политику которого он критиковал за проведение реформ. За это он был сослан в местность на территории современной провинции Шаньси, а в 1072 году был переведён в Туйгуань и в 1076 году — в Нанкин. В 1079 году, когда его брат Су Ши был посажен в тюрьму, Су Чжэ безуспешно пытался добиться его освобождения. После этого он занимал должности среднего уровня в различных провинциальных городах (на территории современных провинций Аньхой и Гуандун). В 1104 году вышел в отставку и поселился в городе Иньчуань, где и умер в 1112 году.

## Творчество
Су Чжэ в своём творчестве следовал по стопам отца и брата, все трое вошли в число "Восьми великих писателей эпох Тан и Сун". Среди его политических работ известны эссе «О шести падших царствах» и «Троецарствие», в которых он пытался анализировать действия бывших правителей, военных, сравнивать их между собой, в итоге высказывая мысли о сущности политики. Также известны его исторические сочинения: «Дао да цзин» («Всемирная история»), комментарии к хронике Чуньцю.
Су Чжэ создавал оды и стихи в жанрах цы, ши и фу. Большинство его поэтических произведений объединены в «Сборник Луаньчэн» объемом в 96 свитков (цзюаней). Известны оды «Рассвет и закат» и «Западное озеро». Основные темы — описание окружающей природы, животных, деревьев.